# Ximeno
Ximeno (también, Gimeno, Simón o Eximio), sexto obispo de la diócesis Segobricensis et Sanctae Mariae de Albarrazino (1237-1245).

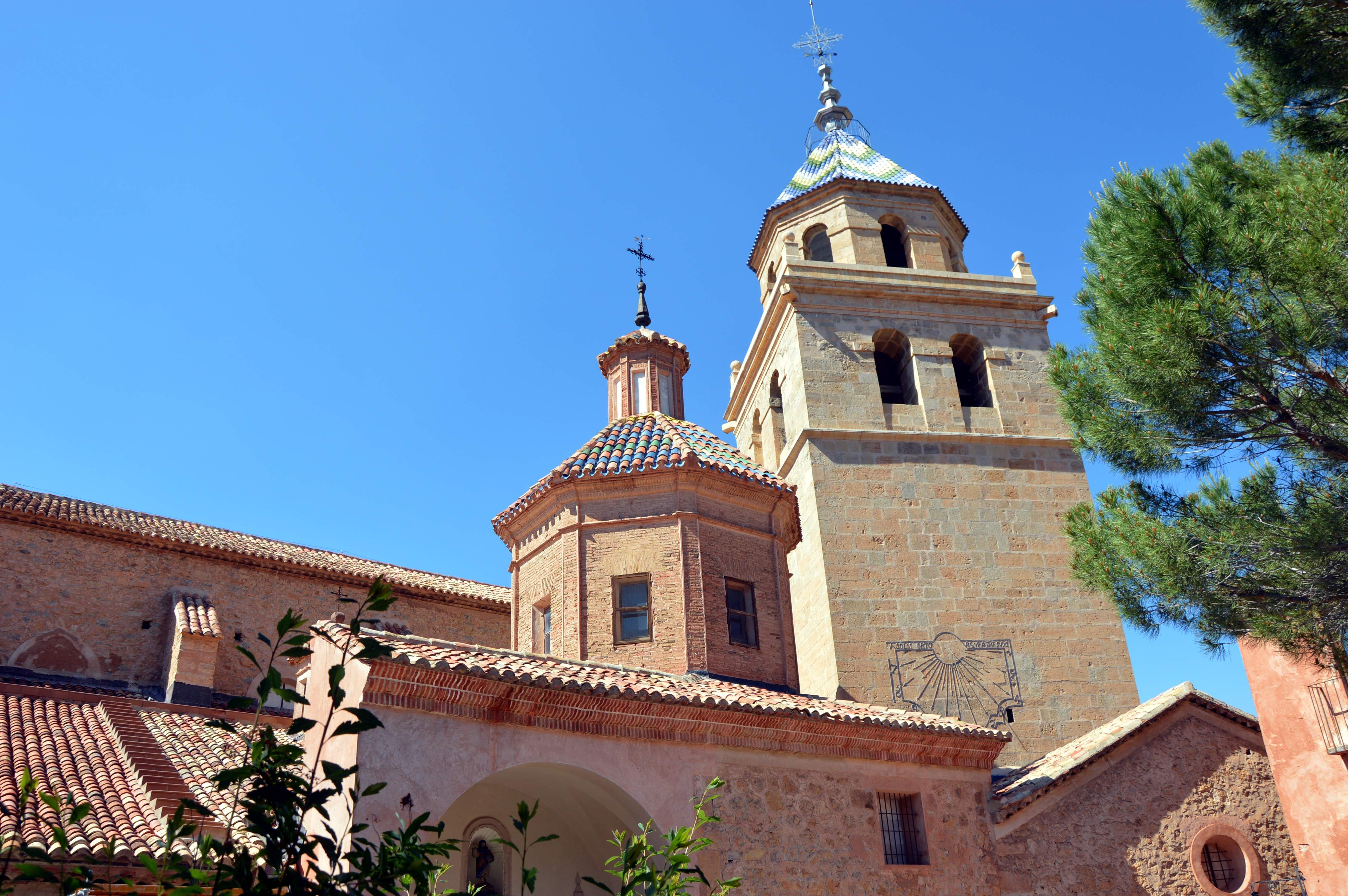
Vista parcial (meridional) de la Catedral del Salvador de Albarracín (Teruel), con detalle de la torre, obra de Alonso del Barrio Dajo (2017).

## Biografía
Se desconocen los antecedentes de este obispo, y las circunstancias de su elección, pues «no hay documentos que lo expresen».
Respecto al nombre del prelado también hay cierta confusión, Villanueva (1804) le denomina «Ximeno», por constar que así viene grafiado en cierta escritura datada en 1239 y legalizada en el siglo XIV, referida a la compraventa del lugar de Tramacastiel «hecha por Doña Teresa Cascant y su hijo Martín Egidio al Obispo y Cabildo Segobricense pro 700 aureis Alphonsinis, fecha en la era de 1277». El mismo autor dice que Pérez –se refiere al erudito y eclesiástico valenciano Juan Bautista Pérez Rubert (1537-1597)- le denomina «Simon», «porque en el instrumento de la nueva donación de Zeyt se nombra a este Obispo con la inicial “S.”, argumentando en contra que dicha letra podría pertenecer también a “Simino” o “Semeno”».

## Hechos de su pontificado
Fue al obispo Ximeno a quién Zeyt Abuzeyt, estando en Albarracín, «confirmó y aumentó la donación que tenia hecha á su antecesor», el obispo Guillermo Eximeno, cuyo registro original «con la firma del Rey en lengua árabe» dice Villanueva (1804) haber visto y copiado –datado en Albarracín, a 19 de abril de 1238-: [...] et concedo, et confirmo sine diminutione, et contradictione aliqua omnia ad jus episcopale pertenentia vobis domino S. segobricensi episcopo vestrisque successoribus, scilicet, ecclesius de Alpont, et de Toxa, et de Açagra, et de Domeno, et de ómnibus aliis castri, villis, alcariis, quae ego in praesenti habeo, et habere potero... Actum est hoc apud Sanctam Mariam del Barrazino XIII Kal. Mayy sub era MCCLXXVI (an. 1238).-
Estuvo en el sitio y toma de la ciudad de Valencia (1238), y con el propósito de defender los derechos de su metropolitano (la diócesis segobricense era sufragánea de Toledo), dijo la primera misa en la iglesia de San Vicente Mártir, extramuros de la ciudad, y conquistada ésta en la iglesia de San Miguel, enterrando al primer difunto en la mezquita mayor ya consagrada y bendecida como iglesia cristiana. Cuenta Aguilar (1880) que por asistir al sitio de la ciudad, a fecha de 1 de junio el rey Conquistador de hizo donación de «una casa en aquella ciudad y heredades en Borbotó, Coscolana y Piedra». Pocos días después (13 de junio), el rey «le tuvo en el consejo para contestar á los embajadores del Papa»; y más adelante (28 de agosto), «le cedió el próximo lugar de Navajas». Y como suprema expresión de agrado, «al rendirse la ciudad (de Valencia el rey) le hizo poner la firma en el tratado de capitulación».
No obstante, a petición de Jaime I de Aragón, Gregorio IX puso la iglesia de Valencia bajo la jurisdicción de la metropolitana de Tarragona (1239). Al respecto, cabe anotar que en el «concilio de Tarragona» celebrado en Valencia el 8 de mayo de 1240 se estableció «que si el arzobispo de Toledo pasando por esta provincia, usare de cruz y pálio ó concediese indulgencias, quedase excomulgado y entredichos los lugares en que se hallare».
Tras la conquista de la ciudad de Valencia los demás lugares y castillos del antiguo reino almohade fueron rindiéndose o entregándose, cuando no conquistados; el rey don Jaime fue repartiendo las parroquias de estos nuevos lugares, presuntamente pertenecientes a Segorbe, a distintas diócesis (Tortosa, Valencia, Zaragoza) –haciendo uso o abuso del antiguo privilegio concedido por Urbano II (1088-1099) al Pedro I de Aragón (1094-1104)-: de esta forma la diócesis de Segorbe queda reducida a sus dominios en Albarracín, y a los lugares cedidos por el depuesto Zeyt Abuzeyt. A todo esto, el metropolitano de Toledo no podía hacer más que protestar, con lo que las recientes conquistas no supusieron para el obispo segobricense más que «nuevo manantial de disgustos y fatigas», siendo esta la razón de que acudiera a la Santa Sede en búsqueda de amparo. En respuesta, el papa Gregorio IX escribió al rey de Aragón –17 de mayo de 1239-:

«Cuanto mayores angustias y opresiones sufre la iglesia de Segorbe por la fé de Cristo, tanto más Nos padecemos con ella y Nos dolemos con sus dolores.../ Rogamos, amonestamos y exhortamos eficazmente á tu Real Excelencia que si con el auxilio divino viniesen á tu poder algunas pertenencias de dicha diócesis, las hagas someter en lo espiritual á su obispo por el respeto debido á Dios, á esta Sede Apostólica, y á Nos, de modo que merezcas el premio de Dios y la alabanza de los hombres. Datis lateranens. XVI Kal. Junii Pontificatus nostri anno tertiodecimo».
Noticias de Segorbe y de su obispado por un sacerdote de la diócesis, Francisco de Asís Aguilar

La misma carta fue enviada por el papa a los nobles de Aragón en la misma fecha: Dilectis filiis nobilibus viris Baronis regni Aragonii.
Años después, tras la conquistada Segorbe (1245), el obispo Ximeno tomó posesión de su silla, diciendo misa en una casa del arrabal de la ciudad, «hacia la casa del baño, á tres cristianos, únicos que dicen había en Segorbe; los cuales tocaron una campanilla, cosa que les era prohibida bajo la dominación sarracena», Pero «fue tal el alboroto de los moros al oir la campanilla, que se vio precisado á huir para salvarse de su furor». Según refiere Villanueva en nota marginal, un testigo que asistió a la misa de toma de posesión en Segorbe, refirió sin embargo que «los moros se sosegaron luego que el Obispo concluyó el sacrificio (de la misa), y que á otro día partió de Segorve».